# Phex
Phex es un cliente de intercambio de archivos peer to peer de la red Gnutella. Es software libre y sin spyware o adware. Phex es liberado bajo la GNU General Public License (o licencia pública general GNU).
Phex se basa en tecnología de Java y por lo tanto está disponible para muchos diferentes sistemas que ofrezcan un entorno de ejecución J2SE 1.4, tal como Windows, Mac OS X, Linux y otros.

## Características
Phex es compatible con la mayoría de las características recientes de la red de gnutella. Además, permite la creación de redes privadas por Internet, tiene un filtro de resultados de búsqueda, muestra las banderas del país del cliente y puede exportar la lista de archivos compartidos en múltiples formatos, algunos de los cuales también pueden ser leídos y descargados directamente por otro usuario de Phex.
Phex soporta descargas de "enjambramiento" (swarming), lo que significa que las partes de un archivo pueden ser descargadas de diversos puntos si están disponibles, acelerando el proceso de descarga. A los usuarios avanzados se les ofrece un control de grano fino sobre las opciones de configuración.
La versión 3.2.0.102 también soporta árbol de hashes para cargas y descargas, proporcionando una protección completa contra descargas envenenadas. Junto con la compartición de archivos parcialmente descargados, y la descarga malla (Download Mesh) las descargas son eficientes y seguras como las del protocolo BitTorrent, aun siendo completamente descentralizadas por diseño.

## Historia
En abril de 2001 Konrad Haenel bifurcó el cliente Gnutella rara vez actualizado FURI (escrito por William W. Wong y liberado bajo licencia GPL que oficialmente nunca abandonó el estado beta y se actualizó por última vez el 1 de mayo de 2000.) para formar Phex. Mientras que él participó en el proyecto de Phex inicialmente, lo dejó a finales del año 2001. El miembro del proyecto Gregor K. continuó desarrollando Phex y es la cabeza de desarrollo hoy en día.

## Phex Anónimo
Desde 2006, una versión anónima de Phex ha estado disponible: I2Phex, que utiliza la red I2p para ocultar la dirección IP de los usuarios de este cliente Gnutella. El objetivo futuro es integrar el código de I2Phex en una de las siguientes versiones de Phex.